# Спинеллис, Диомидис
Диомидис Д. Спинеллис (греч. Διομήδης Δ. Σπινέλλης, 2 февраля 1967, Афины, Греция) — греческий информатик, профессор, автор книг «Чтение кода» (2003), «Качество кода» (2006) и «Идеальная архитектура» (2010). Автор одного из исследований роста Википедии.

## Биография
Степени магистра технологий в инженерии программного обеспечения и доктора философии в информатике получил в Имперском колледже Лондона. Проживает в Афинах.
Профессор факультета науки менеджмента и технологий в Афинском университете экономики и бизнеса, член редакционных коллегий журналов IEEE Software (и корреспондент раздела «Средства торговли») и «Журнала компьютерной вирусологии» (Journal in Computer Virology, Springer). Четыре раза побеждал на состязании «Международный Конкурс непонятного кода на Си» (1988, 1990, 1991, 1995). Его число Эрдеша — 4. Один из свободных разработчиков проекта FreeBSD, его реализация потокового текстового редактора sed входит во все дистрибутивы систем BSD и Mac OS X. Спинеллис также является автором нескольких популярных систем с открытым кодом:
- UMLGraph — генератор диаграмм UML из декларативного описания.[6]
- bib2xhtml — конвертор BibTeX в HTML.[7]
- outwit — набор программ для интеграции UNIX-подобных возможностей программирования в командной строке в Windows: доступа к программному буферу и базам данных, манипуляции реестром и др.[8]
- СScout — анализатор кода и браузер для рефакторинга проектов на C.[9]
- Socketpipe — инструмент для взаимодействия между распределенными (на нескольких машинах) процессами через сокеты.[10]
- ckjm — средство для подсчета объектно-ориентированных метрик Шидамбе и Кемерера («Chidamber and Kemerer») в больших программах на Java.[11]

Диомидис Спинеллис — автор более 100 технических статей в журналах и рецензируемых сборниках материалов конференций.
В 2008 году, совместно с соавтором, Спинеллис опубликовал работу, в которой аргументировал, что красные ссылки служат фактором роста Википедии.
5 ноября 2009 Диомидис Спинеллис был назначен генеральным секретарем по информационным системам Министерства финансов Греции.
Также он является членом ACM, IEEE, ассоциации USENIX, Греческого компьютерного общества (англ. Greek Computer Society), Технической палаты Греции (Technical Chamber of Greece), одним из членов-учредителей Греческой ассоциации пользователей Интернета и активным википедистом.